# Partido Republicano Genuino
El Partido Republicano Genuino (PRG) fue fundado en Bolivia en 1921 por José María Escalier y Daniel Salamanca Urey después de una división en el Partido Republicano.

## Historia
El PRG fue formado por un sector conservador. El gobierno republicano de Bautista Saavedra promulgó códigos sociales y laborales progresistas y duplicó los impuestos gubernamentales sobre la minería. Asustados, la clase alta urbana y las élites rurales y regionales tradicionales se unieron alrededor de Daniel Salamanca, un terrateniente del Departamento de Cochabamba y patricio de viejo estilo. El programa de este partido abogó por la recuperación del territorio boliviano y la libertad de expresión.
En mayo y diciembre de 1925 Daniel Salamanca Urey se postuló sin éxito en las elecciones presidenciales. Sacudido por sus derrotas, Daniel Salamanca se retiró de la política y se dedicó a la enseñanza de derecho. Después del derrocamiento militar de Hernando Siles Reyes en 1930, se le pidió a Daniel Salamanca que encabezara una coalición de republicanos genuinos y liberales. Fue elegido presidente y asumió el cargo el 5 de marzo de 1931. El Gobierno de Salamanca introdujo un programa de austeridad impopular y reprimió la oposición política a su gobierno. También revivió las hostilidades con Paraguay en la disputada región del Chaco. La escalada de la guerra exacerbó los graves problemas económicos en Bolivia, mientras causaba miles de bajas. El 27 de noviembre de 1934, el ejército boliviano depuso a Daniel Salamanca.
En 1940, el partido había formado una Concordancia con los liberales para contrarrestar la creciente ola de partidos radicales o revolucionarios. La Concordancia apoyó al candidato Enrique Peñaranda.
El 10 de noviembre de 1946, el Partido Republicano Genuino se fusionó con el Partido Republicano Socialista, el Partido Socialista Unificado y el Partido Socialista Independiente para formar el nuevo Partido de la Unión Republicana Socialista.